# سربست (زيرراه)
سربست (بالفارسية: سربست) هي قرية تقع في إيران في قسم زيرراه الريفي. يقدر عدد سكانها بـ 673 نسمة بحسب إحصاء 2016.